# Afrikaner Volksfront
Die Afrikaner Volksfront (AVF, Engl.: Afrikaner Peoples Front) war eine separatistische Koalition von überwiegend konservativen Parteien, Gewerkschaften und Bauernverbänden in Südafrika Anfang der 1990er Jahre, deren gemäßigte Mehrheit entscheidend zur friedlichen Transformation Südafrikas 1993/1994 beitrug.

## Geschichte
Die AVF wurde am 7. Mai 1993 von General Constand Viljoen und drei anderen ehemaligen Generälen der Südafrikanischen Verteidigungsstreitkräfte (SADF) gegründet. Schon im September des gleichen Jahres, in Vorbereitung auf die für 1994 geplanten Wahlen in Südafrika, präsentierte ein von der AVF gebildetes Komitee einen Plan zur Schaffung eines vollautonomen, burischen Homelands im Rahmen eines föderalen Südafrika. Aus Sicht der Partei und ihres damaligen Pressesprechers, dem heutigen Bundespolizei-Professor Stephan R. Maninger, sollten dabei das Selbstbestimmungsrecht und die kulturelle Identität der burischen Minderheit gewahrt werden. Während dieser erste Vorschlag noch die Möglichkeit zur vollständigen Sezession einer aus dem Norden Transvaals und Natals (einschließlich Pretoria) bestehenden Keimzelle eines unabhängigen Staates beinhalten sollte, wurde im November 1994 ein neuer, kleinerer Bezirk mit teilautonomer Verwaltung vorgeschlagen. An der Frage des Autonomiegrades bzw. auch an der Bereitschaft sich nach den Wahlen auf friedliche Verhandlungen mit der neuen ANC-geführten Regierung einzulassen, spaltete sich die Partei schließlich. Eine starke Gruppe unter Führung von General Viljoen erkannte die Ausweglosigkeit einer „harten Linie“ ohne Konzessionen. Auch wurde das – etwa von der rechtsextremistischen Afrikaner Weerstandsbeweging (AWB) praktizierte – Vorgehen militärischen Widerstandes für sinnlos und gefährlich erachtet. Dementsprechend konnte aber innerhalb des Bündnisses keine Übereinkunft mehr mit den Hardlinern unter dem ehemaligen Vorsitzenden der Konservativen Partei (KP) Ferdi Hartzenberg erzielt werden. In der Folge spaltete sich Viljoen mit seinen Anhängern ab und gründete die moderat-konservative Freedom Front. Für die fast völlig gewaltlose und befriedende Rolle der AVF in der Phase der Herausbildung der „Regenbogennation“ unter Nelson Mandela am Ende des Apartheidsstaates wurde Viljoen und seinen Mitstreitern mehrfach Respekt und Anerkennung gezollt. Ihnen wird zugutegehalten, einen nicht zu unterschätzenden Beitrag bei der Verhinderung eines südafrikanischen Bürgerkrieges geleistet zu haben.

## Auflösung
Die AVF wurde im September 1996 aufgelöst. Bis heute verfolgt eine nicht unerhebliche Anzahl von Buren das Projekt burischen Selbstbestimmungsstrebens, eines so genannten „Volksstaates“, mit Interesse. Teile der politischen Kräfte aus dem Dachverband der AVF wirken bis heute unter der Bezeichnung Vryheidsfront Plus fort. Mit Pieter Mulder war unter Jakob Zuma auch ein Parteimitglied im Kabinett vertreten. Bei den Wahlen 2019 konnte sie immerhin zehn Sitze in der Nationalversammlung auf sich vereinen.

## Belege
1. ↑  Redaktion neues deutschland: Freiheitsfront nimmt am März-Votum teil (neues deutschland). Abgerufen am 10. Februar 2021.
2. ↑  Pieter du Toit: Constand Viljoen ‘played critical role’ in peaceful transition to democracy. Abgerufen am 10. Februar 2021 (amerikanisches Englisch).
3. 1 2  S. African Right Bitterly Divided. In: Christian Science Monitor. 24. März 1994, ISSN 0882-7729 (csmonitor.com [abgerufen am 11. Februar 2021]).
4. ↑  willi germund: Ach wie gut, daß niemand weiß ... In: Die Tageszeitung: taz. 12. Februar 1994, ISSN 0931-9085, S. 9 (taz.de [abgerufen am 11. Februar 2021]).
5. ↑  Bill Keller: A Homeland's Agony (Published 1994). In: The New York Times. 13. März 1994, ISSN 0362-4331 (nytimes.com [abgerufen am 11. Februar 2021]).
6. ↑  Media Statement: Passing of General Constand Viljoen – Nelson Mandela Foundation. Abgerufen am 11. Februar 2021 (amerikanisches Englisch).
7. ↑  President Cyril Ramaphosa: President Ramaphosa pays tribute to Genl Constand Viljoen. Abgerufen am 11. Februar 2021.
8. ↑  Thomas Scheen, Johannesburg: Zum Tode Nelson Mandelas: Der König der Versöhnung. In: FAZ.NET. ISSN 0174-4909 (faz.net [abgerufen am 11. Februar 2021]).
9. ↑  Freedom Front Plus founding leader General Constand Viljoen dies. Abgerufen am 11. Februar 2021.
10. ↑  Freedom Front Plus: Policies, history and votes in the 2019 Elections. In: The South African. 9. Mai 2019, abgerufen am 11. Februar 2021 (en-ZA).